# Kazimierz Lipczyński
Kazimierz Lipczyński herbu Korwin (zm. 1690) – łowczy przemyski w latach 1673–1685, rotmistrz Jego Królewskiej Mości, rotmistrz wojska powiatowego ziemi przemyskiej w 1671 roku.
Poseł na sejm konwokacyjny 1668 roku, sejm elekcyjny 1674 roku i sejm zwyczajny 1677 roku z ziemi przemyskiej, poseł na sejm koronacyjny 1676 roku z ziemi sanockiej. Sędzia skarbowy ziemi przemyskiej w 1661 roku, rotmistrz pospolitego ruszenia ziemi przemyskiej w 1663 roku i 1667 roku, marszałek sejmiku w 1668 roku i 1673 roku, sędzia kapturowy ziemi przemyskiej w 1668 roku.
W 1674 roku był elektorem Jana III Sobieskiego z województwa ruskiego. Poseł sejmiku wiszeńskiego województwa ruskiego z ziemi przemyskiej na sejm 1677 roku.